# Операция «Томбола»
Операция «Томбола» (итал. Tombola, в переводе — лотерея) — операция сил специального назначения британской армии во время Второй мировой войны. Рейд подразделения SAS в немецком тылу в Италии совместно с итальянскими партизанами. В рядах итальянских партизан сражались также бывшие советские военнопленные.

## Ход операции

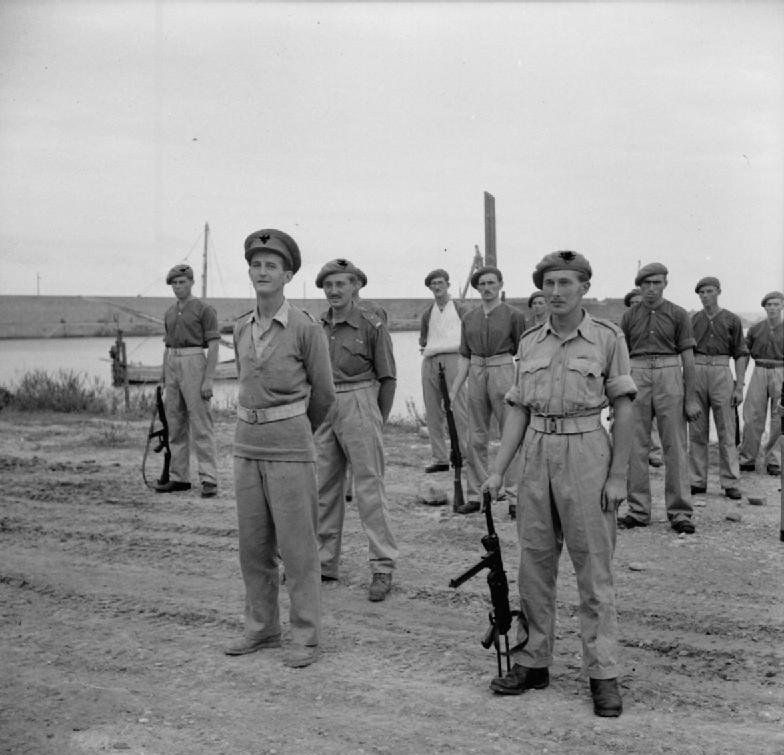
Рой Фарран (справа) на параде с членами SAS в октябре 1943 г.

Пятьдесят человек САС под командованием майора Роя Фаррана (англ. Roy Farran) на парашютах в марте 1945 года были заброшены в горный район Реджо-нель-Эмилии для проведения военной операции по уничтожению штаба 51-го горного корпуса Вермахта в Альбинее.
Основная группа спецназовцев десантировалась днем 4 марта. Сам Фарран не должен был десантироваться, но, тем не менее, выпрыгнул с парашютом. Уже после, при разборе операции, Фарран настаивал на том, что он случайно выпал из самолета. Поскольку «Томбола» увенчалась успехом, командование сделало вид, что поверило в версию Фаррана о «случайном прыжке».
В зоне приземления бойцов встретил британский капитан Майкл Лис из Управления специальных операций, ранее посланный к итальянским партизанам. САСовцы соединились с основными силами местных итальянских партизан и сформировали новое подразделение из диверсантов и партизан — отдельный батальон «Аллеата» (Battaglione Alleata) под командованием САС. Батальон был усилен «русской ротой» из 70 советских военнопленных, бежавших из немецких лагерей, под командованием лейтенанта Красной Армии Виктора Пирогова, известного под прозвищем «Виктор Модена». Это подразделение, по воспоминаниям Фаррана, отличалось железной дисциплиной и было хорошо вооружено. Кроме того, в Battaglione Alleata была ещё и итальянская рота, под командованием человека по прозвищу «Тито» — по политическим убеждениям это подразделение также было «сборным», от Garibaldini (коммунистов) до обычных людей, державшихся подальше от политики. На парашютах британцами была сброшена разобранная 75-миллиметровая гаубица, в дополнение к нескольким 45-миллиметровым пушкам, уже имевшимся у партизан.
Фарран вместе с Лисом принял решение атаковать штаб, несмотря на полученный уже после десантирования спецназовцев приказ об отмене операции. Собственно штаб располагался в двух виллах — вилла Росси и вилла Кальви. Вокруг располагались подразделения охраны и прочие тыловые структуры. Общая численность немецкого гарнизона составляла примерно 300 человек. План Фаррана состоял в том, что русские блокируют внутренний периметр, а САСовцы при поддержке итальянцев проникают на территорию штаба и захватывают его.
Нападение состоялось в ночь на 27 марта 1945 года. В результате боя потери немцев составили по разным данным от 30 до 60 человек, включая начальника штаба корпуса (командующий корпусом — генерал Фридрих-Фильгельм Хаук в ту ночь на вилле не ночевал). Что касается САСовцев и партизан, то в ходе боя погибли лейтенант Риккомини, сержант Гаскотт (радист) и капрал Болден. Ещё восемь САСовцев и партизан получили ранения — в том числе и капитан Майкл Лис. После атаки группа Фаррана отправилась назад в горы — этот путь занял почти 24 часа безостановочного марша. Раненого Лиса оставили в деревне, жители которой симпатизировали партизанам — но его положение настолько ухудшилось, что позже на самолете его переправили в госпиталь Флоренции (после госпиталя ему пришлось выйти в отставку, поскольку врачебная комиссия признала Лиса инвалидом).
Обозленные этим дерзким рейдом, немцы предприняли контрнаступление на партизан. Сражения продолжались с 28 марта по 12 апреля. Батальон «Аллеата» успешно отбил три атаки. Только 10 апреля немцы при штурме хорошо укрепленных партизанских позиций потеряли убитыми более полусотни. В итоге немцам пришлось отступить — стоит особо отметить, что к отступлению их вынудила «русская» рота. Подразделение «Виктора Модены» контратаковало немцев, после чего немецкая контрпартизанская операция была свернута.
Но операция «Томбола» на этом не завершилась. Батальон «Аллеата» предпринял ещё несколько рейдов и успешно провел несколько атак на отступавшие немецкие колонны на 12-м шоссе. В общей сложности в ходе операции было убито 300 немцев и ещё 200 взяты в плен. Также было спасено от плена и переправлено к своим несколько союзных летчиков, сбитых над немецкой территорией.

## Интересный факт
- Шотландский волынщик Дэвид Киркпатрик входил в группу Фаррана и был десантирован вместе с остальными. Во время ночной атаки 27 марта звуками волынки он поддерживал атакующих.[2][3] Цель этого «музыкального сопровождения» состояла в том, чтобы дать немцам знать, что в нападении участвуют британцы и лишить их повода для репрессий против мирного итальянского населения[4].